# Układ ZSRR-RFN
Układ ZSRR-RFN (niem. Der Moskauer Vertrag, ros. Московский Договор) – podpisany 12 sierpnia 1970 w Moskwie. Sygnatariuszami byli kanclerz RFN Willy Brandt i minister spraw zagranicznych RFN Walter Scheel oraz premier ZSRR Aleksiej Kosygin i minister spraw zagranicznych ZSRR Andriej Gromyko.
Preambuła mówiła o pragnieniu stron do umocnienia pokoju i bezpieczeństwa w Europie i na świecie.
Art. 1 Strony uważają utrzymanie międzynarodowego pokoju i osiągnięcie odprężenia za ważny cel swojej polityki. Dają wyraz swemu dążeniu przyczyniania się do normalizacji sytuacji w Europie i rozwoju pokojowych stosunków między wszystkimi państwami europejskimi, biorąc przy tym za punkt wyjścia rzeczywistą sytuację istniejącą w tym regionie.
Art. 2 Strony we wzajemnych stosunkach oraz w sprawach zapewnienia bezpieczeństwa europejskiego i międzynarodowego kierują się celami i zasadami zawartymi w Karcie Narodów Zjednoczonych. Będą rozstrzygać swoje spory wyłącznie środkami pokojowymi i zobowiązują się do powstrzymania się od stosowania groźby lub użycia siły, zgodnie z artykułem 2 Karty Narodów Zjednoczonych.
Art. 3 Strony zobowiązują się do poszanowania wszystkich granic europejskich, w tym zachodniej granicy PRL i granicy RFN-NRD, a także do niewysuwania w przyszłości roszczeń terytorialnych. 
Art. 4 Układ ten nie narusza zawartych przez strony wcześniej dwustronnych i wielostronnych układów i porozumień.
Art. 5 mówił o ratyfikacji. Układ został sporządzony w 2 egzemplarzach, językami autentycznymi są niemiecki i rosyjski.
Układ ratyfikowano w Bonn 17 maja 1972, razem z układem PRL-RFN, w Moskwie 31 maja 1972. Wszedł w życie z chwilą wymiany dokumentów ratyfikacyjnych w Bonn, 3 czerwca 1972.
Następnie podpisane zostały układ NRD-RFN (1972) i układ CSRS-RFN (1973).